# Bernard Cavanna
Pour les articles homonymes, voir Cavanna (homonymie).
 (décembre 2023).
Bernard Cavanna est un compositeur français né le 6 novembre 1951 à Nogent-sur-Marne, pianiste de formation. Il rencontre Henri Dutilleux, Maurice Ohana, Aurèle Stroë, Georges Aperghis et Paul Méfano mais se considère néanmoins essentiellement comme un autodidacte.
Il a souvent travaillé en liaison avec des metteurs en scène de théâtre et de cinéma comme Jean Gillibert, Antoine Vitez, Alain Fleischer, ou avec des chorégraphes (Angelin Preljocaj, Caroline Marcadé).
Directeur de l'École nationale de musique de Gennevilliers de1987 à 2018, ancien président de l'Ensemble 2e2m, il est président de L'Atelier du Plateau.

## Biographie
Bernard Cavanna est un compositeur français né le 6 novembre 1951 à Nogent-sur- Marne, banlieue Est de Paris.
C’est dans ces quartiers, à l’époque mi-bourgeois, mi-populaires, que Bernard Cavanna grandit, au 56 rue Théodore Honoré, rue bien décrite dans le film de Delphine de Blic, La peau sur la table (Les films d’ici/2010).
Il suit des cours de piano dès l’âge de 9 ans avec Anne Costes (1888-1982) qui l’initie également à l’harmonie,
Entretiens avec Anne Montaron - France Musique, Les grands entretiens - 21 décembre 2020
Bernard Cavanna, d'autres confessions, textes, entretiens
En 1972, Bernard Cavanna découvre au Festival de Royan la musique du compositeur roumain Aurel Stroë (1932-2008). Ce fut pour lui une véritable révélation.
Leur rencontre en 1979 scellera une amitié très forte qu'il ne cessera de valoriser. Aurèle Stroë, fuyant le régime de Ceausescu, séjourne un an chez Bernard Cavanna.[réf. souhaitée]
Ce dernier réalise avec Laurence Pietrzak un film consacré à son « mentor ». Aurèle Stroë, entretiens avec Bernard Cavanna (Films d’ici/2000. Prix Classique en images/Louvres 2001. Sélection au Festival de Lusas. Distribution à Paris par MK2).[réf. souhaitée]
Cavanna garde de ces années un fort attachement à ses origines populaires, que l’on retrouvera dans des œuvres tardives comme Karl Koop Konzert ou À l’agité du bocal et une méfiance voire une défiance pour tout ce qui touche à une écriture par trop « précieuse ».
Certains parleront d'un fort égotisme, d'une propension répétitive déconstructive de la musique.[réf. souhaitée]
En 1979, il écrit Io d’après un fragment du Prométhée d’Eschyle, pour voix et douze instruments, qui est créée en 1981 par l’ensemble A Sei Voci et lEnsemble 2e2m sous la direction de Rachid Safir. Cette œuvre fut très remarquée et conduisit Bernard Cavanna à collaborer à nouveau en 1982 sur la musique de la pièce d’Euripide, Ion, commande pour le Festival d’Avignon. Il ne reste plus rien de cette pièce de théâtre musical, œuvre que Bernard Cavanna a totalement reniée, trouvant trop de proximités avec la pièce précédente et sans ressort dramatique suffisant.[réf. souhaitée]
En 1984, il obtient la bourse de la création puis l’année suivante, il est élu pensionnaire à l’Académie de France à Rome à la Villa Médicis, lieu où il se lie d’amitié avec le photographe Patrick Faigenbaum et les cinéastes Alain Fleischer et Pierre-Henri Salfati avec qui il collaborera longuement par la suite (il compose la musique pour divers de ses films, notamment Tolérance et Rome Roméo).[réf. souhaitée]
Avant ce séjour à Rome comme pensionnaire à la Villa Médicis, Bernard Cavanna a travaillé pour le théâtre notamment avec Antoine Vitez (La Mouette de Tchekhov et Le Héron d’Aksionov, Théâtre de Chaillot, 1984), avec Daniel Martin pour Mariage de Gombrowicz, Stuart Seide pour Le Songe d'une nuit d'été de Shakespeare, ou Médée d’Euripide mise en scène par Jean Gillibert avec la Comédie Française (Cour d’honneur/Palais des Papes à Avignon, Théâtre de l'Odéon/Paris, 1981-82, et la danse avec une première collaboration avec Angelin Preljocaj (Le petit napperon rouge, Zenith/Paris).[réf. souhaitée]
Pour l’inauguration présidentielle de la Grande Halle de la Villette en 1985, il écrit une suite de pièces pour saxophones dont Goutte d’or blues pour Daniel Kientzy. Cette pièce est aujourd’hui au répertoire de nombreux saxophonistes dans le monde et fut adaptée par d’autres artistes (le clarinettiste Sylvain Kassap ou, plus récemment, le sonneur de cornemuse Erwan Keravec).[réf. souhaitée]
À Rome, Bernard Cavanna commence à écrire son opéra d’après l’adaptation de Daniel Martin du livre de Junichiro Tanizaki Kagi (la Clef), sous le titre La confession impudique. Il donne différents extraits en concert jusqu’à la création scénique au Festival Musica en 1992 et au Théâtre des Amandiers à Nanterre avec l’Orchestre de Mulhouse sous la direction de Luca Pfaff ; l’œuvre sera reprise pour une longue tournée en 2000 dans une autre production mise en scène par Gustavo Frigerio et sous la direction Olivier Dejours.[réf. souhaitée]
La rencontre en 1987 avec la violoniste suisse Noëmi Schindler concomitante avec sa nomination comme directeur de l’École Nationale de Musique de Gennevilliers fut déterminante dans son parcours. Il écrit - et toujours à son attention - l’ensemble de ses pièces pour violon (solo, musique de chambre ou concerto) que Noëmi Schindler donne en création et enregistre sur CD.[réf. souhaitée]
Cavanna se lie aussi d’amitié avec l’éditeur Georges Kan (Éditions musicales européennes) avec qui il collabore étroitement de 1995 à 2005. Puis, après la cessation des activités de l’édition, Cavanna reprend tout le fonds de ses partitions et l’édite sous le nom des Éditions de l’agité. Cette maison d’édition, de structure associative, propose dès lors en libre téléchargement la plupart des partitions de l’auteur.[source insuffisante]
En 1994, Cavanna écrit l’une des pièces qui devient bien emblématique de son style et de son engagement, Messe, un jour ordinaire. Cette œuvre convoque et oppose la parole liturgique (parole verticale) à celle plus minime (parole horizontale) d’une femme toxicomane à la dérive, Laurence ; les paroles sont extraites du film de Jean-Michel Carré, Galère de femmes (1993).[source insuffisante]
L’œuvre, écrite pour trois solistes, chœur et un ensemble de 15 musiciens, avec un solo très prégnant au centre de la pièce (qui donnera par la suite la série de courtes pièces pour violon seul, Fauve), fut créée au Festival Musica sous la direction de Rachid Safir puis à partir de 1995 par l’Ensemble Ars Nova sous la direction de Philippe Nahon, avec qui Bernard Cavanna ne cessera de collaborer par la suite. Récemment, en mai 2022, les ensembles "Les Métaboles" et "Multilatérale ont enregistré la nouvelle version de cette œuvre qui paraîtra en septembre 2023 sous le label NomadMusic.[réf. souhaitée]
En 1999, dans le cadre du Festival Présences, Noëmi Schindler crée une autre œuvre tout aussi emblématique dans le parcours du compositeur, le Concerto pour violon, avec l’orchestre philharmonique de Radio France sous la direction de Dominique My. Cette œuvre fit alors l’objet de différentes tournées (France, Japon, Finlande, Danemark, Espagne, Roumanie), est gravée sur CD et obtient différentes récompenses (Tribune de l’UNESCO, Victoire de la musique/2000) et de nouveau enregistrée pour le Label l'empreinte digitale, avec l'orchestre de Picardie sous la direction d'Arie van Beek.[réf. souhaitée]
Le second mouvement du Concerto pour violon, est tiré du 4e mouvement de son premier trio pour violon, violoncelle et accordéon – formation devenue fétiche pour Cavanna – composée en 1995, constitue la première œuvre avec accordéon qui fut écrite pour Pascal Contet.[réf. souhaitée]
Ce second mouvement fut aussi tiré d’une musique composée pour la chorégraphie d’Angelin Preljocaj, L’anoure, d’après un texte de Pascal Quignard (Avignon/Théâtre de la Ville/1995). Très symptomatique du travail de Bernard Cavanna, une œuvre peut naître de différentes étapes, comme d’autant d’esquisses. Ce mouvement, dans l’écriture du trio (4e mouvement) sera aussi chorégraphié par Odile Duboc, Daniel Dobbels, Sophie Mathey, ou encore « samplé » par un groupe rock.[réf. souhaitée]
Bernard Cavanna inaugure une manière d’écrire en « univers clos », composée de différentes strates, parfois un « objet sonore » immuable sans lien formel, objet isolé, qui rend impossible l’analyse "verticale" de tous les éléments.[réf. souhaitée]
Les œuvres qui suivent sont parfois empreintes de nostalgie d’un monde ancien et sont moins prospectives : Cinq pièces pour harpe, Mélodies en tonalité avec date de péremption, Gennevilliers symphony, Zaïre-Actualités – opéra mis en scène par Michel Rostain –, Trio avec accordéon n°2, Trio pour clarinette basse, contrebasse et marimba.[réf. souhaitée]
En 2008 et 2009, à la demande de Jean-Claude Casadesus, Bernard Cavanna est accueilli comme « compositeur en résidence » auprès de l’Orchestre national de Lille.[réf. souhaitée]
Sont alors données et enregistrées pour le label AEON deux œuvres concertantes, dans la même veine que le Concerto pour violon et la Messe un jour ordinaire : le Shanghai concerto pour violon, violoncelle et grand orchestre (Noëmi Schindler/violon, Emmanuelle Bertrand/violoncelle, direction Peter Rundel) et le Karl Konzert pour accordéon et orchestre, créé par son dédicataire Pascal Contet sous la direction de Grant_Llewellyn.[réf. souhaitée]
Le Shanghai concerto emprunte une pièce écrite auparavant et créée à Shanghai en 2006, pièce écrite pour erhu solo et orchestre (Variations pentatoniques sur un thème bien enfoui/commande de Radio-France-Shanghai Symphony Orchestra/direction Zhang Yi).[réf. souhaitée]
La composition du Shanghai concerto, dont l’écriture est contemporaine de la disparition de son ami compositeur Aurèle Stroë, s’articule à partir d’emprunts musicaux, originaux ou apocryphes : une mesure de la Chaconne pour violon seul de Bach pour le premier mouvement, un thème populaire chinois pour le deuxième ou, pour le quatrième, une manière de penser la musique par « blocs » d’Aurèle Stroë où se mêlent de fausses citations dans le style de la Messe de Notre Dame de Guillaume de Machaut.[réf. souhaitée]
Le Karl Koop Konzert (Karl Koop est le patronyme du grand-père maternel de Bernard Cavanna) emploie successivement un vieil accordéon des années 1930 et l’accordéon classique de concert. Le son « grinçant » et populaire de l’accordéon musette fut déterminant pour l’écriture de ce concerto comme le souligne le compositeur : « Jamais je n’aurais imaginé écrire un concerto pour accordéon si Pascal Contet ne m’avait joué de ce vieil accordéon italien, datant des années 30, présentant seulement trois rangées de boutons à droite, un système unique d’harmonies à gauche, et surtout un son “musette” propre à la musique populaire de cette époque, où l’accordéon était l’instrument-roi, l’instrument d’une jeunesse ouvrière, perdue mais cependant tout en espérance, de fête, ivre d’alcool, de gros rouge et de rythmes à trois temps, pour oublier les guerres passées ou ne pas penser à celle à venir, une jeunesse qui fut celle de mes parents, de mon grand-père maternelle Karl Koop, prisonnier de guerre en 1917, apprenant tout aussi bien à jouer un accordéon que venait de lui donner la Croix-Rouge, qu’à déminer les plaines du Nord, toujours en modeste autodidacte ».[réf. souhaitée]
Parallèlement à l’écriture de ces deux concertos, Bernard Cavanna adapte sept airs de son opéra La confession impudique, qu’il intitule Sept chants cruels (créés par la soprano Rayanne Dupuis et l’Ensemble Intercontemporain/direction : Jonathan Nott) et compose une pièce pour alto solo (à l’attention d’Hélène Desaint) et cinq instruments intitulée Trois strophes sur le nom de Patrice Lumumba. Cette formation atypique réunit, en opposition à l’alto solo, une viole de gambe, deux contrebasses (avec scordature) une harpe et trois timbales utilisées avec une technique de jeu emprunte au zarb. Créées par Hélène Desaint et l’ensemble 2e2m, sous la direction de Pierre Roullier, ces Strophes (en allusion à celles d’Henri Dutilleux mais adressées à une personnalité dont le destin fut bien plus tragique que celui de Sacher) exploitent des sonorités inattendues.[réf. souhaitée]
À partir de 2010, Bernard Cavanna s’attaque à l’écriture d’un projet qu’il nourrissait depuis de longues années, celui de mettre en musique le pamphlet de Céline, À l’agité du bocal.[réf. souhaitée]
« Céline travaillant sa page cherchait toujours la “petite musique” entre les mots. C’était une obsession. La phrase ne tenait que si elle faisait entendre “sa” petite musique. Pouvait-on dès lors en superposer une autre ? Longtemps je me suis posé cette question. Toucher à un tel monument, ne risquait-il pas de l’entacher d’un graffiti superflu ? »
L’œuvre de 40 min, écrite pour l’ensemble Ars Nova, convoque trois ténors et un ensemble de dix-huit instruments où s’affrontent des instruments classiques à deux cornemuses, trompe de chasse, cymbalum, orgue de barbarie, perceuse, tambours de frein, accordéon. Cet ensemble hétéroclite présente la plus forte hétérogénéité rencontrée dans les œuvres de Bernard Cavanna. C’est un « orchestre de foire », selon la dénomination de l’auteur, pour une pièce dont le sous-titre est « bousin pour trois ténors dépareillés et orchestre de foire ». Cette pièce très remarquée suscita diverses polémiques, notamment à Paris et Orléans ; Bernard Cavanna fut accusé de faire l’apologie du sulfureux Louis-Ferdinand Céline par la mise en avant d’un de ses textes par trop scatologiques et orduriers à l’égard de Sartre. Certaines personnes influentes ont tenté de faire annuler – en vain – les concerts de Paris ou de Province (courriers adressés à la Ministre de la Culture Fleur Pellerin par le Sénateur-Maire d’Orléans, courrier adressé à la DRAC en Poitou-Charente).[source insuffisante]
Cette polémique fut l’objet d’un film de la réalisatrice Delphine de Blic, qui avait déjà réalisé un film sur Bernard Cavanna (La peau sur la table/les Films d’ici, 2008), sous le titre emprunté à un grand spécialiste de Céline, Emile Brami : Le caillou dans la chaussure (distribué par le Label l'empreinte digitale).[réf. souhaitée]
Après la tournée et l’enregistrement par l’ensemble Ars Nova de À l’agité du bocal, Bernard Cavanna est resté silencieux durant deux années, ne produisant aucune pièce.[réf. souhaitée]
En 2016, il écrit enfin une nouvelle pièce pour violoncelle seul, en commande pour le Festival de violoncelles de Beauvais et à l’attention de la violoncelliste Emmanuelle Bertrand, Sur un accord d’Henri Dutilleux et une pièce pour orchestre symphonique et ensemble de smartphones, Geek bagatelles, commande du GRAME de Lyon et de l’Orchestre de Picardie sous la direction d’Arie van Beek.
« Depuis l’écriture d’une pièce pour violoncelle seul (Sur un accord d’Henri Dutilleux/2016), et Geek bagatelles pour orchestre (2016), mon travail a profondément muté, et s’écarte de tout ce qui pourrait s’apparenter à de l’expressionnisme. (Je m’étais senti jusqu’à présent proche des peintres comme George Grosz, Otto Dix ou plus près de nous Francis Bacon/cf. Messe un jour ordinaire, Karl Koop Konzert, À l’agité du bocal…). Aujourd’hui – l’âge venant peut-être – je ressens la nécessité d’appliquer à l’expression des musiques à venir, une distanciation plus grande qui me pousserait à éviter toute véhémence plaintive, geignarde, criarde, pleurnicharde ; jouer davantage sur une mise en scène des structures sonores sans chercher à leur impliquer une empreinte qui puisse s’apparenter à un geste trop orienté. Laisser jouer les matériaux d’où une expression pourra naître », impressions qui peuvent être perceptibles notamment dans la pièce Sonatine Elements écrite pour la bandonéoniste Louise Jallu ou dans son second concerto pour violon (2017-2019), Scordatura, qui présente la particularité de confier au soliste quatre violons accordés différemment (scordature). Écrit en trois mouvements, cette œuvre fut écrite 20 ans après le premier concerto et toujours pour la même soliste, Noëmi Schindler. Ce concerto, enregistré pour le label l'empreinte digitale avec le concours de l'orchestre de Picardie sous la direction d'Arie van Beek, reçu de nombreuses distinctions dont le Choc des Chocs Classica pour l'année 2022.[source insuffisante]

## Catalogue des œuvres - par genre / formation (non exhaustif)

### Pièces solistes
- Jodl (1979/80)

Trois versions : clavecin, orgue ou deux pianos.
Durée : 3 min à 4 min 30 s
Ed. Salabert
- Goutte d’or blues (1984)

Pour saxophones soprano et sopranino et bande magnétique (composée d’un ensemble de 12 saxophones)
Durée : 6 min 30 s
Ed. Salabert
- Fauve (1994)

six pièces pour violon
Durée : 9 min
Editions de l’Agité
- Cinq pièces pour harpe (2000)

Durée : 13 min
Editions de l’Agité
- l’album pour accordéon (2003)

Durée : 10 min
Editions de l’Agité
- Pompes et pistons (avec lèvres) pour tuba (2005)

Durée : 6 min
Editions de l’Agité
- Nuisible

pour piano
commande de Radio-France
2004
Durée : 2 min
Editions de l’Agité
- In G for BASHunG pour tuba (2009)

Durée : 6 min
Editions de l’Agité
- L’accord ne m’use pas la nuit...

pour cornemuse (2012)
(bourdons en do)
Durée : 6 min 30 s
Editions de l’Agité
- … ni le jour !

pour cornemuse, 2014'
(bourdons en do)
Durée : 6 min
Editions de l’Agité
- To R1 (to R one-to Erwan), 2015

pour cornemuse
(bourdons en do) et bande magnétique
Durée : 8 min
Editions de l’Agité
- Sur un accord d’Henri Dutilleux,

violoncelle seul, 2016
Durée : 4 min
Editions de l’Agité
- Trois études pour piano

2022
Piano
Durée : 9' environ
Editions de l’Agité

### Musique de chambre
- Canzone (1978)

Pour flûte en sol, hautbois, violoncelle, clavecin et percussions
Durée : 10 min
Ed. Salabert
- Trio avec accordéon n°1 (1995)

violon, violoncelle, accordéon
Durée : 12 min
Editions de l’Agité
- Trio avec accordéon n°2 (2004)

violon, violoncelle, accordéon
Durée : 11 min
Editions de l’Agité
- Trio pour clarinette basse, contrebasse et marimba

Durée : 13 min
Editions de l’Agité
- Quatre mélodies, en tonalité, avec date de péremption » pour mezzo et huit violoncelles (2003)

textes de Erich Fried, Dietrisch Asher, Marina Tsvétaïeva
Durée : 10 min Editions de l’Agité
- Treize Lieder de Schubert, transcrits pour soprano, violon, violoncelle et accordéon

Durée : 30 min
Editions de l’Agité
- En ré

pour violon et piano
Commande du concours Long-Thibaud/2008
Durée : 7 min
Editions de l’Agité
- En Ré - gina ! pour violon et percussions (2012)

Durée : 7 min
Editions de l’Agité
- Parking Schubert

pour 2 clarinettes (2012) sur une citation de Katerina Fotinaki
Commande de la SACEM
Durée : 6 min
Editions de l’Agité
- Pour Geneviève et Henri pour violoncelle et accordéon (2012)

Durée : 7 min
Editions de l’Agité
- Quinze Lieder de Schubert, transcrits pour voix grave, violon, violoncelle et accordéon

Durée : 40 min
Editions de l’Agité

### Ensemble instrumental
- Concerto pour violon (version pour orchestre de chambre – 15 instruments)

orchestre : fl (aussi piccolo), hautbois (aussi cor anglais), 2 clarinettes (aussi petite clarinette en mib et clarinette basse), basson (aussi contrebasson), cor, trompette, trombone, percussions, accordéon, 2 violons, alto, violoncelle, contrebasse (5 cordes)
Durée : 22 min
Editions de l’Agité
- Les chants cruels pour soprano et ensemble de 18 instruments d’après l’opéra la Confession Impudique

ensemble de 18 musiciens (flûte (aussi pic. et fl. en sol), clarinette (aussi cl. basse), saxophone soprano (aussi sax.baryton), cor, trompette, trombone, deux pupitres de percussions (dont cymbalum et Zarb), bandonéon, 2 harpes, claviers (piano et synthétiseur)
Editions de l’Agité
- Quatre mélodies, en tonalité, avec date de péremption pour mezzo et octuor ou ensemble à cordes (2004)

textes de Erich Fried, Dietrisch Asher, Marina Tsvétaïeva
Durée : 10 min
Editions de l’Agité
- Trois strophes sur le nom de Patrice Lumumba (2007-2008)

pour alto solo, viole de gambe, deux contrebasses, harpe et timbales
Durée : 10 min
Editions de l’Agité
- Taïwan-2e 2m (2009)

pour violon et violoncelle solos, clarinette, accordéon et quatre instruments
traditionnels chinois (di, gu-zheng, pipa, erhu)
Commande du Chai Traditional Taïwan
Durée : 8 min
Editions de l’Agité
- Karl Koop Konzert (2013)

Comédie sociale, populaire et réaliste pour accordéon et orchestre
version pour 17 instruments
(fl, clar, cornemuse (bag-pipes) sax basson - cor tp trb tba 2 perc. Clavecin, cordes :1 1 1 1 1)
(Le cor prend aussi la trompe en ré)
Durée : 17 min
Editions de l’Agité
- A l’agité du bocal (2010-2014) «bousin pour trois ténors dépareillés et ensemble de foire !»

d’après le texte de Louis-Ferdinand Céline (Ed. Gallimard)
Commande d’Etat
3 ténors et ensemble de 18 musiciens : clar. sax, 2 cornemuses (bourdons en do et bourdons en sib), cor (aussi trompe en ré), trompette (aussi trompette à coulisse), trombone, tuba, Accordéon, Orgue de barbarie (42 notes), cymbalum, 2 percussions, violon, alto, violoncelle, 2 contrebasses.
Durée : 42 min
Editions de l’Agité
. Scordatura (2017-2019) 2e concerto pour violon, version pour violon(s) et 18 instruments 
Soliste :  3 violons dont deux avec des scordature et 1/4 de violon (avec scordature)
(1 1 2 1 cornemuse 1 1 1 0   2 perc, mandoline, cordes : 1 0 1 1 2)

### Chœur et ensemble
- Io (1979/80)

d’après un fragment du Prométhée d’Eschyle
Pour mezzo, chœur mixte, 12 instruments (flûte basse, 3 hautbois, 2 trompettes, 2 trombones, 2 percussions, orgue positif/clavecin, violoncelle)
Durée : 30 min
Editions de l’Agité
- Messe un jour ordinaire (1993/94)

pour une soprano et ténor lyriques, soprano léger, chœur mixte et 15 instruments : clarinette (aussi petite clarinette et clarinette basse, saxophone soprano (aussi saxophone baryton), trompette (aussi petite trompette), cor, trombone, orgue, 3 accordéons, harpe, 2 perc. violon, contrebasse.
Durée : 30 min
Editions de l’Agité
- Quelques annonces pour 12 voix et tuba (2005)

3 sop., 3 mez. 3 ten. 3 bar.
Durée : 8 min
Editions de l’Agité

### Orchestre
- Concerto pour violon (version pour orchestre symphonique)

orchestre : 2 fl. (2e aussi petite flûte), 2 hautbois (2e aussi cor anglais) 2 clarinettes (2e aussi petite clarinette), clarinette basse, saxophone soprano, 4 cors, 2 trompettes, 2 trombones, Harpe, timbales, 2 perc. accordéon, cordes : 12 10 8 6 6 (possible aussi avec 4 basses)
Durée : 22 min
Editions de l’Agité
- Les chants cruels (2000) pour soprano et ensemble ou soprano et orchestre d’après l’opéra la Confession Impudique.

Commande de l’ensemble inter contemporain (version intégrale/2006)
ensemble de 18 musiciens (flûte (aussi pic. et fl. en sol), clarinette (aussi cl. basse), saxophone soprano (aussi sax.baryton), cor, trompette, trombone, deux pupitres de percussions (dont cymbalum et Zarb), bandonéon, 2 harpes, claviers (piano et synthétiseur)
ou orchestre symphonique : 2fl(aussi picc.), hbt, cor anglais, 2clar, clar.basse 2 bas, 2cors, 2tp, 2tb, harpe, cymbalum, 2 perc. cordes : (minimum 3 0 2 2 1
Durée : 18 minà 50 min
Editions de l’Agité
- Gennevilliers Symphony (2004-2005)

(3 3 3 3 - 4 3 3 1 ? 6 perc. timb. Piano, Célesta, Harpe, cordes : 16 14 10 8 8)
Commande de l’Orchestre Nationale des Pays de la Loire
Durée : 30 min
Editions de l’Agité
- Variations pentatoniques sur un thème bien enfoui ! (2006)

Commande de Radio France et de l’Orchestre symphonique de Shanghai
Erhu solo (3 3 3 3 - 4 3 3 1 1 4 perc. timb. Piano/Célesta, cordes : 16 14 10 8 8)
Durée : 11 min
Editions de l’Agité
- Karl Koop Konzert (2007-2008)

Comédie sociale, populaire et réaliste pour accordéon et orchestre
(2 2 cornemuse 2 2 - 2 2 2 1 ? 4 perc. clavecin, cordes : 8 6 4 4 3)
les cors prennent aussi les trompes en ré
Commande de l’Orchestre national de Lille
Durée : 17 min
Editions de l?Agité
- Shanghaï Concerto - double concerto pour violon, violoncelle et orchestre (2006-2009)

Commande de Radio France et de l’Orchestre national de Lille
(3 3 3 3 - 4 3 3 1 1 4 perc. timb. Piano/Célesta, cordes : 16 14 10 8 8)
Durée : 37 min
Editions de l’Agité
- Geek bagatelles (2016)

pour orchestre symphonique et ensemble de smartphones
Durée : 13 min
(2 2 2 2 - 2 2 1 0 - 2 perc. cordes: 8 6 4 4 2
Editions de l’Agité
- Scordatura (2017-2019)

2e concerto pour violon(s) et orchestre
Durée : 30 min
Soliste :  3 violons dont deux avec des scordature et 1/4 de violon (avec scordature)
(2 2 2 2 - 2 2 1 0 - cornemuse - mandoline 2 perc. cordes: 8 6 4 4 2
Editions de l’Agité

### Opéra
- La Confession impudique (1986/88, 90/92) opéra de chambre d’après La clef de Junichiro Tanizaki. Livret : Daniel Martin.

Version de 1999 écrite pour : 4 chanteurs, deux danseurs (ad.lib), ensemble de 18 musiciens (flûte (aussi pic. et fl. en sol), clarinette (aussi cl. basse), saxophone soprano (aussi sax.baryton), cor, trompette, trombone, deux pupitres de percussions (dont cymbalum et Zarb), bandonéon, 2 harpes, claviers (piano et synthétiseur)
Durée : 2h10 min
Editions de l’Agité
- Raphaël, reviens !… (2000) d’après un texte de Michel Beretti. Livret : Michel Beretti, Bernard Cavanna.

Spectacle jeune public écrit pour 5 chanteurs et 3 instruments (violon, violoncelle, accordéon). Durée : 1h environ
Editions de l’Agité
- Zaïde, etc. (2005)

Commande de la Scène nationale de Quimper, Théâtre de Cornouailles
Livret de Michel Rostain, faisant suite à l’opéra Zaïde de Mozart Soprano, ténor, 2 barytons Fl, hbt, clar, bas., Cor, 12 cordes (4 3 2 2 1) Durée : 20 min
Cette pièce ne peut être donnée qu’à la suite de l’opéra de Mozart
Editions de l’Agité

## Discographie
- 1998 : Messe pour un jour ordinaire MFA Radio France

- 2002 : Concert Pour Violon Et Orchestre, Trois Chants Cruels chez Nocturne
- 2019 : 3 Chants Cruels[17]

- 2021 : SCORDATURA concerto 2 pour violon[18]

- 2021 : Concerto n°1 pour violon - version ensemble[19]

- 2022 : Concertos & Bagatelles par Noémie Schindler chez l'Empreinte Digitale[20]

- 2023 : Le Moine et le Voyou, nouvelle version de Messe un jour ordinaire, Nomadmusic. Ensemble Les Métaboles, Ensemble Multilatérale, direction : Léo Warynski

### Filmographie
- 1991 : Portrait sur le périphérique (26 min) d'Alain Fleischer
- 1998 : Bernard Cavanna, un jour ordinaire (26 min) d'Isabelle Soulard (Mezzo-Morgane-production)
- 2008 : La Peau sur la table (90 min) de Delphine de Blic (Les films d’ici)
- Un caillou dans la chaussure (56 min) de Delphine de Blic
- Geek bagatelles (22 min ; avec l'orchestre de Picardie, direction Arie van Beek) de Delphine de Blic

### Radio
Sur France Musique, plusieurs portraits ont été réalisés sur le compositeur (Les grands entretiens d'Anne Montaron ; Carrefour de la création de Laurent Vilarem ; Archives et portraits d'Arnaud Merlin).